# Philipp Friedrich Krutisch
Philipp Friedrich Wilhelm Krutisch  (* 18. März 1713 in Jestädt; † 10. November 1773 in Potsdam) war ein Obergärtner in der Funktion eines Hofgärtners im Terrassenrevier und der Melonerie von Sanssouci in Potsdam.

## Leben und Wirken
Philipp Friedrich Krutisch, der Sohn des Försters Friedrich Krutisch und der Anna Agnes, geborene Soppe, erhielt in Holland eine Ausbildung zum Gärtner. Friedrich II. berief ihn 1744 nach Potsdam, wo er ab Oktober 1746 mit Anpflanzungen von Taxuspyramiden und Obstbäumen auf den neu angelegten Weinbergterrassen des Schlosses Sanssouci und dem unterhalb der Terrassen liegenden Parterre tätig war.
Eine im August 1747 von ihm ausgestellte eigene Rechnung für Arbeiten in Sanssouci belegt, dass Friedrich II. zu den bis dahin in Potsdam bestehenden zwei Revieren Lustgarten und Küchengarten, dem sogenannten Marlygarten, ein Drittes gegründet hatte, für das Krutisch die Leitung in der Funktion eines Hofgärtners bekam. Zum neuen Weinbergrevier gehörten die gesamten Zier- und Nutzgärten von Sanssouci. Zum Studium der Gartenanlagen des Schlosses Wilhelmsthal reiste er im Auftrag Friedrichs II. 1753 nach Kassel und gestaltete kurz vor den Bauarbeiten zum Chinesischen Haus ab 1754 das Umfeld im anglo-chinoisen Stil, die Joachim Ludwig Heydert später fortsetzte.
Sein jüngerer Bruder Johann Heinrich Krutisch trat erstmals im Juli 1747 in Erscheinung und war ihm ab 1750 als Mitarbeiter in der Melonerie (Treiberei) unterstellt. Als dieser im September 1766 starb, musste er dessen Arbeit übernehmen und bekam zur Unterstützung den Gesellen Friedrich Zacharias Saltzmann zugewiesen. Die Zusammenarbeit gestaltete sich jedoch schwierig.  Saltzmann griff […] in die Rechte des Krutisch ein, handelte selbstständig, […], und so entstand ein heftiger Streit zwischen beiden. Krutisch, alt und ruhig, Saltzmann, jung, anmaßend, ja grob, er musste aber wohl begünstigt sein, […] und so befahl er [der König] die Teilung des Krutisch’schen Revieres […]. Mit Kabinettsorder vom 12. Juli 1767 blieben Krutisch die unterse Buschcagen bis an den Obeliscum, nebst den zwei Kirsch-Quartieren vor der Bildergalerie, den neuen Berg außerhalb Sans Souci, den Melonen-Garten hinter dessen Hause, und die Erbsen, Ananas und Pfirsichen-Häuser in seiner eigenen Bearbeitung.
Philipp Friedrich Krutisch starb 1773 in Sanssouci und fand seine letzte Ruhe auf dem Bornstedter Friedhof. Zum Nachfolger in der Melonerie wurde sein Neffe Johann Jakob Krutisch berufen.

## Familie
Aus seinem Privatleben ist bekannt, dass er zwei Ehen einging und mit seiner ersten Frau Anna Elisabeth Brünner zwei Söhne hatte. Ein dritter Sohn stammt aus der zweiten, im Juli 1759 geschlossenen Ehe mit Maria Magdalena Augusta Plümicke, der Tochter des Bürgermeisters von Brandenburg Joachim Ernst Plümicke.